# Catedral de Santa Maria a Real de Almudena
A Catedral de Santa Maria a Real de Almudena é a sé episcopal da Arquidiocese de Madrid, em Espanha. Tem 102 metros de comprimento e 73 de altura; a sua arquitectura é uma mistura de vários estilos: neoclássico no exterior, neogótico no interior e neorromânico na cripta.
Foi consagrada pelo papa João Paulo II na sua quarta visita a Espanha, a 15 de Junho de 1993. É a primeira catedral espanhola consagrada por um papa e a primeira consagrada por João Paulo II fora de Roma. Situa-se no centro da cidade. A fachada principal dá para a plaza de Armería, em frente ao Palácio do Oriente. A porta lateral é acessivél através da Calle de Bailén e, a cripta, através da Calle Mayor. A diferença desta catedral em relação às demais, é a sua orientação norte-sul, sendo que o habitual é este-oeste; isso foi fruto de sua construção em conjunto com o Palácio Real de Madrid. É feita em pedra de Novelda (Alicante) e granito proveniente de Colmenar Viejo.

## Dimensões
- Comprimento total: 102 m
- Comprimento da nave central: 82 m
- Comprimento do cruzeiro: 68 m
- Altura da cúpula até à cruz: 73 m
- Altura das torres da fachada até ao topo: 60 m
- Altura da nave principal: 25,8 m
- Largura da nave principal: 12,5 m
- Largura das naves laterais: 6 m
- Largura das capelas: 6 m
- Superfície total: 4.800 m²